# Drzwi przesuwane

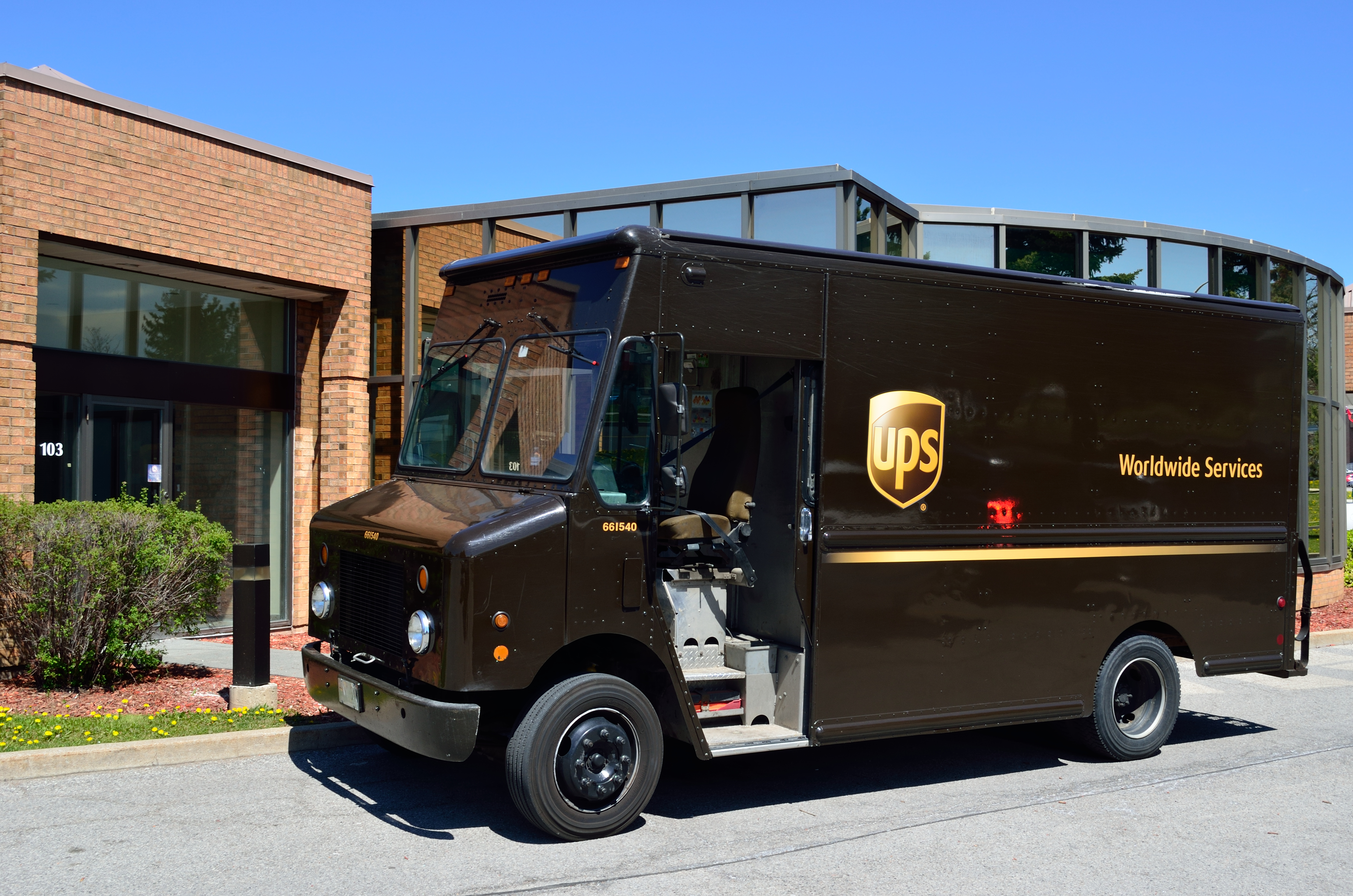
Drzwi przesuwane w vanie

Drzwi przesuwane – rodzaj drzwi, które są montowane na szynie lub zawieszane na szynie, aby drzwi mogły się przesuwać, zwykle poziomo i na zewnątrz. Jest to cecha przeważnie minibusów i autobusów, która zapewnia pasażerom szerokie wejście lub wyjście. Takie też drzwi można znaleźć też w samochodach dostawczych.

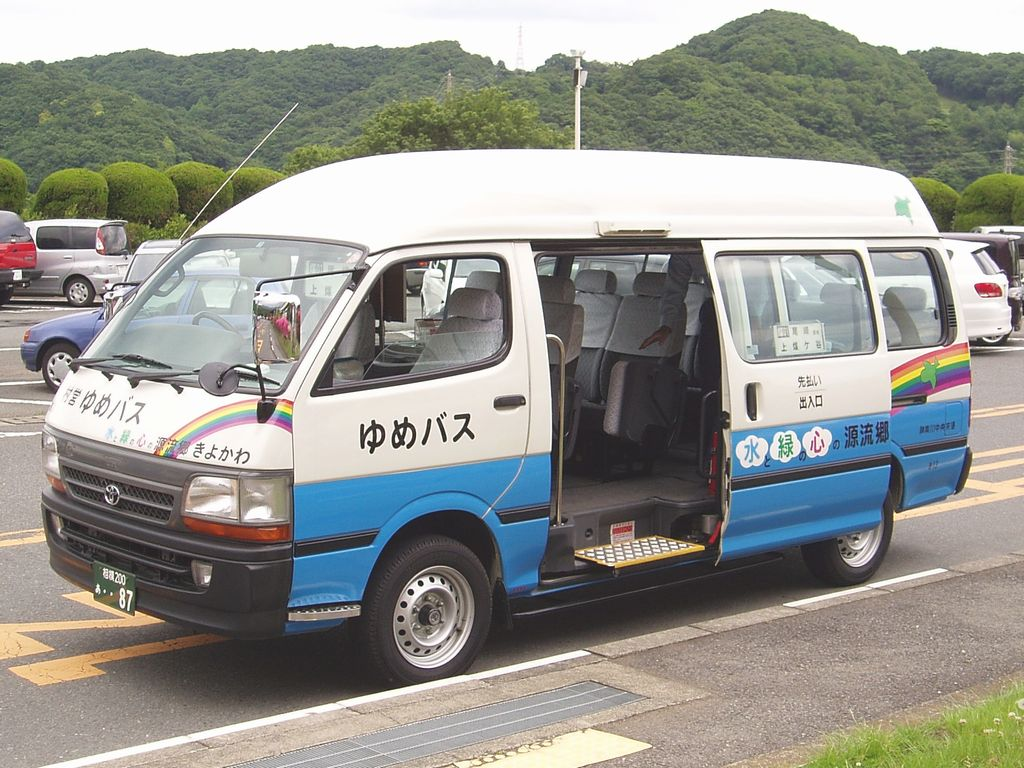
Toyota Hiace

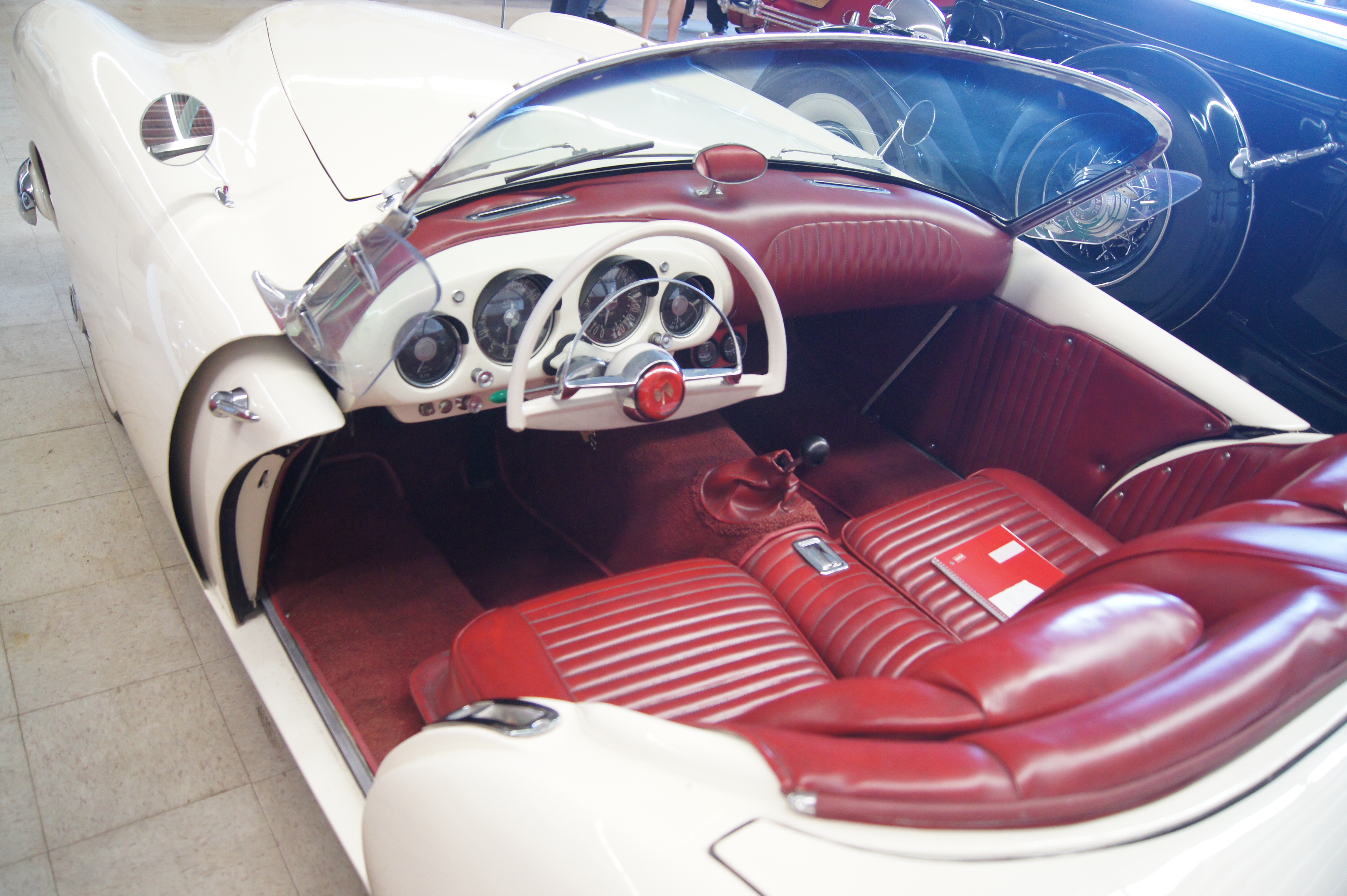
Kaiser Darrin

Drzwi przesuwane są często używane w minivanach, takich jak Toyota Porte, Peugeot 1007 i Renault Kangoo. Ich zastosowanie wzrosło z biegiem lat, wraz ze wzrostem popularności pojazdów typu MPV, ponieważ zapewniają one łatwy dostęp do środka auta i umożliwiają parkowanie w ciasnych miejscach. Najpopularniejszy typ drzwi przesuwanych, które mają trzypunktowe zawieszenie i otwierają się na zewnątrz, a następnie biegną wzdłuż boku pojazdu, został wprowadzony w 1964 roku przez firmę Volkswagen AG.